# Ониши, Такуя
Такуя Ониши (яп. 大西 卓哉 О:ниси Такуя) (род. 22 декабря 1975, Нэрима) — астронавт JAXA, 11-й астронавт Японии и 548-й астронавт мира.
Совершил космический полёт в июле-октябре 2016 года бортинженером экипажа МКС-48/49 основных космических экспедиций и транспортного пилотируемого корабля «Союз МС-01» — новой модернизированной версии космического корабля «Союз ТМА-М». Продолжительность полёта составила 115 суток 2 часа 22 минуты. До поступления в отряд астронавтов работал вторым пилотом самолёта Boeing 767 на внутренних и международных авиарейсах. 

## Ранние годы, образование
Такуя Ониши родился 22 декабря 1975 года в административном районе Нэрима города Токио.
В 1994 году окончил среднюю школу в городе Иокогама и поступил на инженерный факультет Токийского университета, после окончания которого в 1998 году получил степень бакалавра в области аэронавтики и астронавтики.
С апреля 1998 года работал в японской авиакомпании All Nippon Airways (ANA). Был назначен в управление обслуживания пассажиров в токийском международном аэропорту Ханэда. Окончил двухгодичные курсы начальной лётной подготовки в городе Бейкерсфилд в Калифорнии, затем школу повышения лётной подготовки в Токио.
С 2003 по 2009 год работал в Центре лётных экипажей ANA вторым пилотом самолёта Boeing 767 на внутренних и международных рейсах.

## Подготовка к полёту в космос
25 февраля 2009 года был отобран кандидатом в астронавты Японского агентства аэрокосмических исследований (5-й набор). 1 апреля 2009 года зачислен в штат JAXA. До июля 2009 года проходил общекосмическую подготовку по МКС в Цукубском космическом центре.

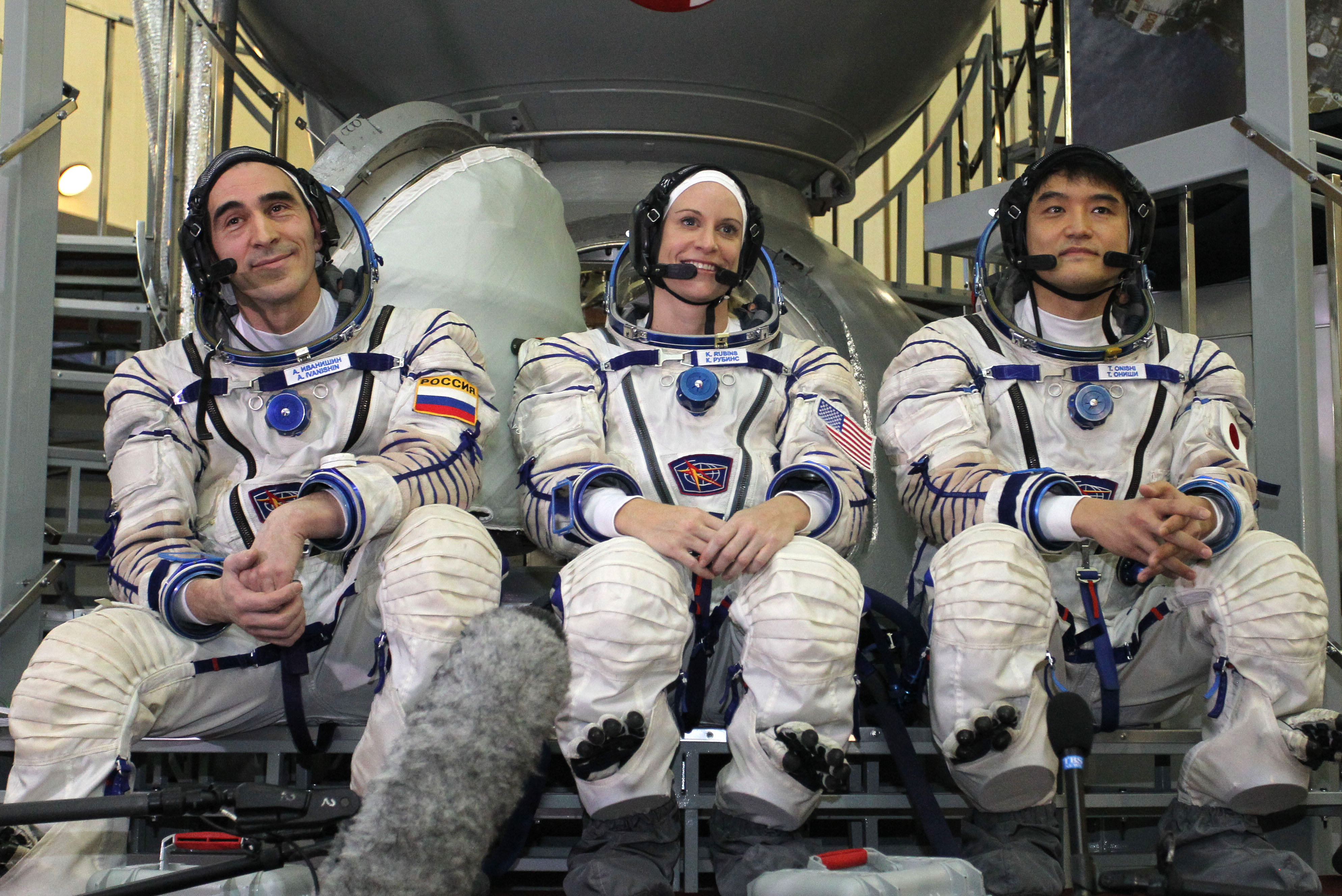
Дублирующий экипаж ТПК «Союз ТМА-19М» (А. Иванишин, К. Рубинс, Т. Ониши) (19 ноября 2015)

В августе 2009 года приступил к двухгодичной общекосмической подготовке в Космическом центре им. Джонсона в составе 20-го набора астронавтов НАСА. Подготовка включала: научные и технические занятия, изучение систем МКС, занятия по внекорабельной деятельности и по робототехнике, физиологические тренировки, полёты на самолёте Т-38, тренировки по выживанию астронавтов на воде и в дикой природе. 25 июля 2011 года после завершения общекосмической подготовки получил квалификацию астронавта МКС.
В октябре 2011 года принял участие в 13-дневной миссии НАСА NEEMO 15. У побережья Флориды, на дне Атлантического океана в подводном научно-тренировочном центре «Аквариус» проходил тренировку, имитирующую высадку на астероид и работу в открытом космосе.
В ноябре 2013 года был назначен бортинженером экипажа космической экспедиции МКС-48/49 и космического корабля «Союз МС-01». В феврале 2015 года вместе с космонавтом Анатолием Иванишиным и астронавтом НАСА Кэтлин Рубинс участвовал в двухсуточной тренировке по действиям экипажа в случае аварийной посадки корабля в лесисто-болотистой местности зимой.
17 февраля 2014 года приступил к подготовке в ЦПК имени Ю. А. Гагарина. Проходил подготовку в составе дублирующего экипажа МКС-46/47 в качестве бортинженера ТПК «Союз ТМА-19М». 15 декабря 2015 года во время старта корабля находился в составе дублирующего экипажа на космодроме Байконур.
С декабря 2015 года проходил подготовку в качестве бортинженера основного экипажа ТПК «Союз МС-01» и бортинженера МКС-48/49 космических экспедиций.

## Космический полёт

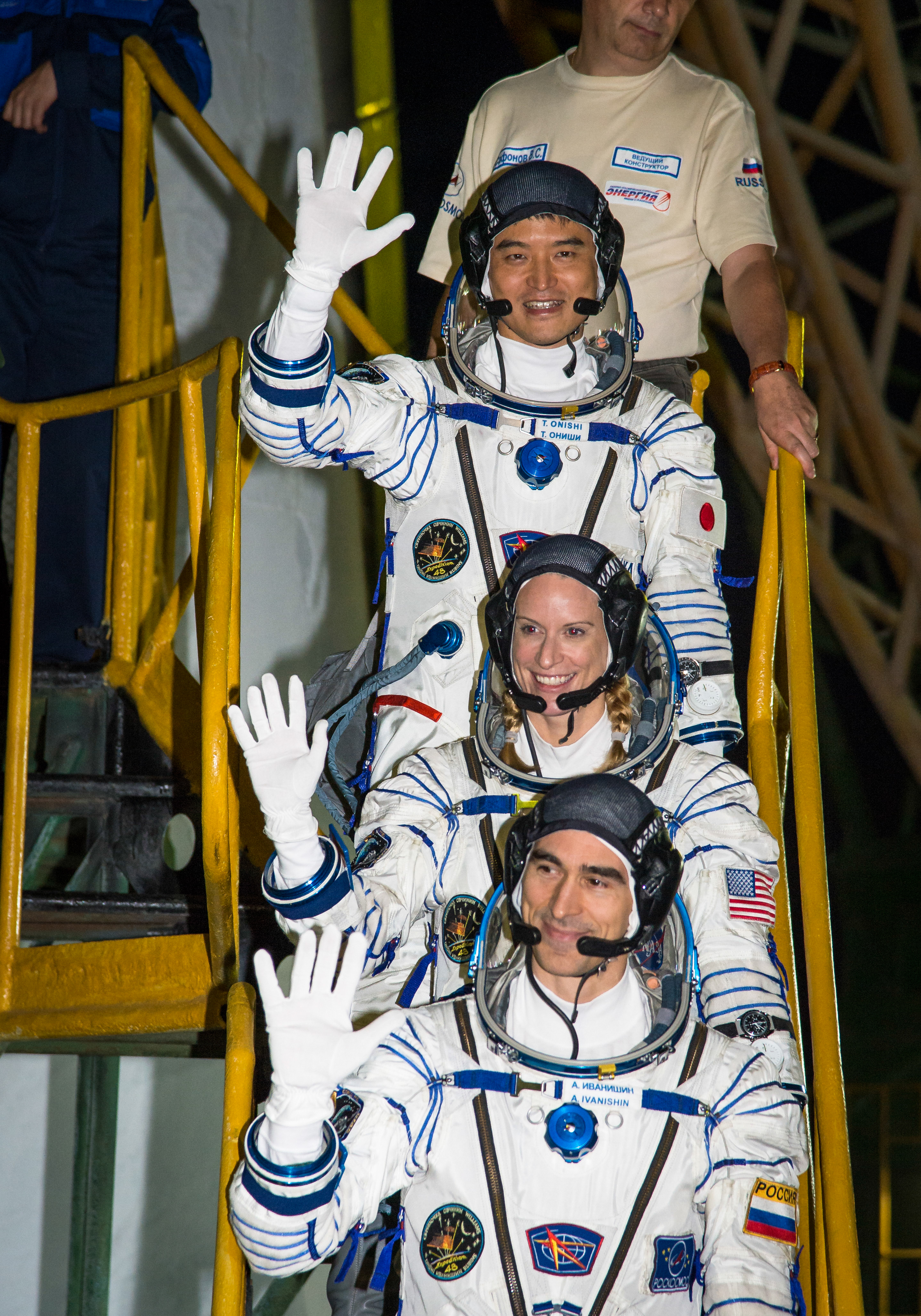
Экипаж ТПК «Союз МС-01» перед стартом. Сверху вниз: Такуя Ониши, Кэтлин Рубинс, Анатолий Иванишин. 7 июля 2016

Дата запуска корабля «Союз МС-01» неоднократно переносилась. Первоначально планировалось, что корабль будет запущен 21 июня 2016 года, однако с целью дополнительного тестирования оборудования старт отложили — сначала на 24 июня, а затем на 7 июля.
Такуя Ониши стартовал 7 июля 2016 года в 04:26 (мск) вместе с космонавтом Анатолием Иванишиным и астронавтом Кэтлин Рубинс в качестве бортинженера экипажа космического корабля «Союз МС» и экипажа Международной космической станции по программе МКС-48/ 49 основных космических экспедиций.

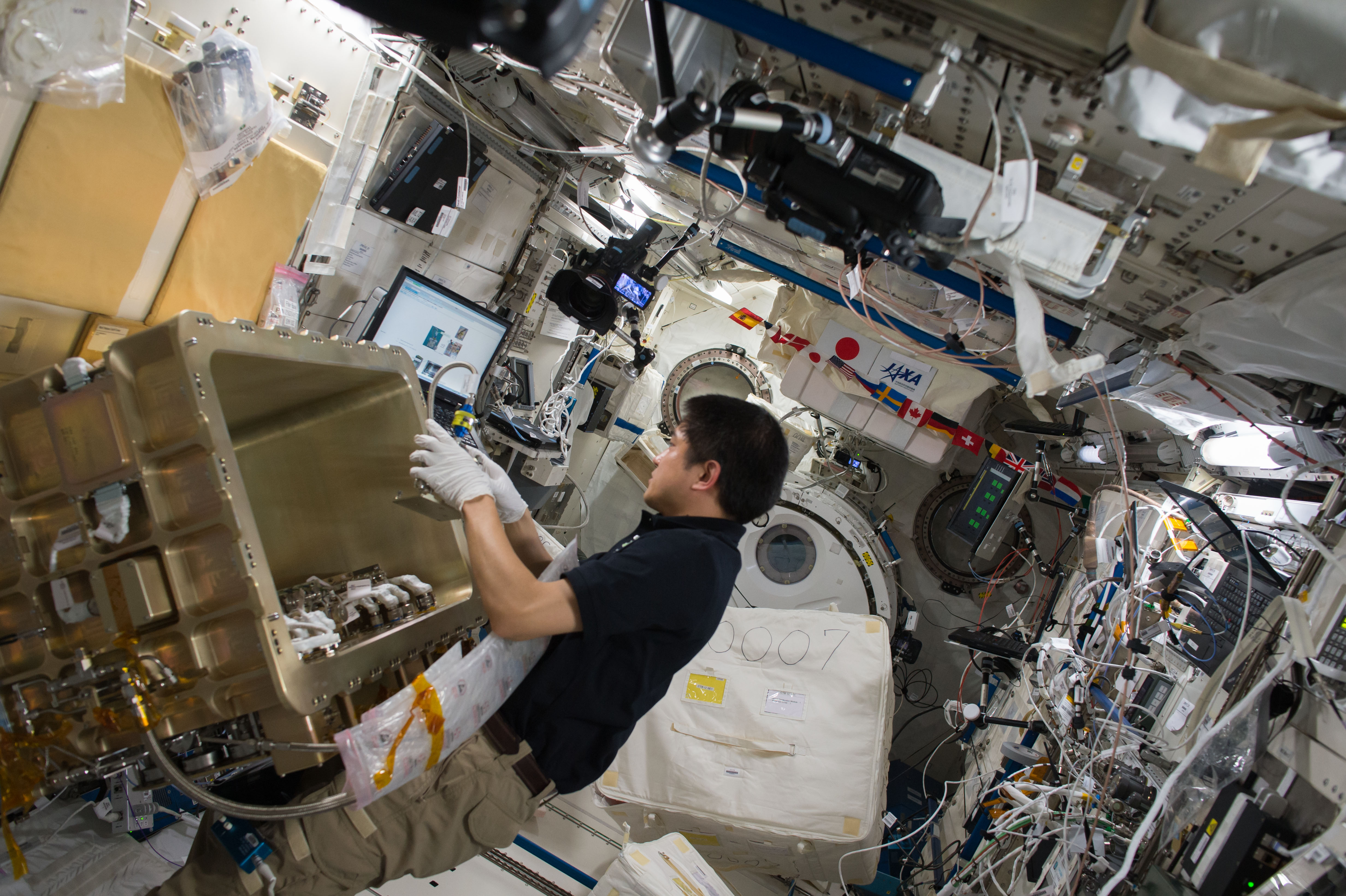
Ониши на борту МКС в модуле Кибо в сентябре 2016 года

За время пребывания на Международной космической станции Ониши полностью выполнил программу научно-прикладных исследований и экспериментов в модуле «Кибо», поддерживал работоспособность МКС и проводил работы по её дооснащению оборудованием. Так, 23 октября 2016 года Такуя Ониши вместе с астронавтом Рубинс захватили и пристыковали манипулятором Канадарм2 грузовой корабль Cygnus на надирный стыковочный агрегат модуля «Юнити».
30 октября 2016 года в 03:35 мск корабль «Союз МС» отстыковался от Международной космической станции. В 6:59 мск была осуществлена посадка экипажа корабля в 149 км юго-восточнее города Жезказган в Казахстане. Продолжительность пребывания в космическом полёте экипажа экспедиции МКС-48/49 составила более 115 суток.

## Второй космический полет
В составе экипажа космической миссии SpaceX Crew-10, 14 марта 2025 года стартовал на Международную космическую станцию. Он останется на борту станции в течение шести месяцев в составе экипажа экспедиций 72 и 73.   Возвращение Crew-10 на Землю запланировано на июль 2025 года.
Статистика
| # | Стартовый корабль | Старт, UTC        | Экспедиция      | Корабль посадки | Посадка, UTC      | Налёт                       | Выходы в открытый космос |
| - | ----------------- | ----------------- | --------------- | --------------- | ----------------- | --------------------------- | ------------------------ |
| 1 | Союз МС-01        | 07.07.2016, 01:36 | МКС-48 / МКС-49 | Союз МС-01      | 30.10.2016, 03:58 | 115 суток 02 часа 21 минута | 0                        |

## Семья, увлечения
Такуя Ониши женат. В семье двое детей.
Ониши увлекается туризмом, любит путешествовать, слушать музыку и играть на саксофоне. Радиолюбитель с позывным KF5LKS.